# IPad 2
iPad 2 – tablet firmy Apple będący następcą iPada. Urządzenie miało swoją premierę 2 marca 2011 roku.

## Opis
Urządzenie wyposażone zostało w 9.7" ekran dotykowy, o rozdzielczości 1024x768 pikseli. Jest to wyświetlacz typu LED, o matrycy IPS. iPad 2 ma procesor Apple A5, bazujący na ARM Cortex A9 oraz posiada także dwurdzeniowy procesor graficzny PowerVR SGX-543 MP2. Producent twierdzi, że nowy tablet zapewnia dwukrotnie większą wydajność od poprzednika, jednocześnie mając taki sam czas działania na baterii – 10 godzin bez ładowania. Apple iPad posiada możliwość rozmów przez FaceTime, wymagającą sieci WiFi.
Tablet iPad 2 jest o 33 procent smuklejszy i do 15 procent lżejszy. Posiada dwie kamery do wideorozmów (przednia kamera 0,3 MPx, tylna 0,7 MPx nagrywa też filmy video w HD) oraz dwurdzeniowy układ procesorowy Apple A5, który przyspieszył działanie tabletu.
Dostępny jest w wersjach: Wi-Fi lub Wi-Fi + 3G oraz z pamięcią flash w wersjach 16/32 i 64 GB.

## Galeria

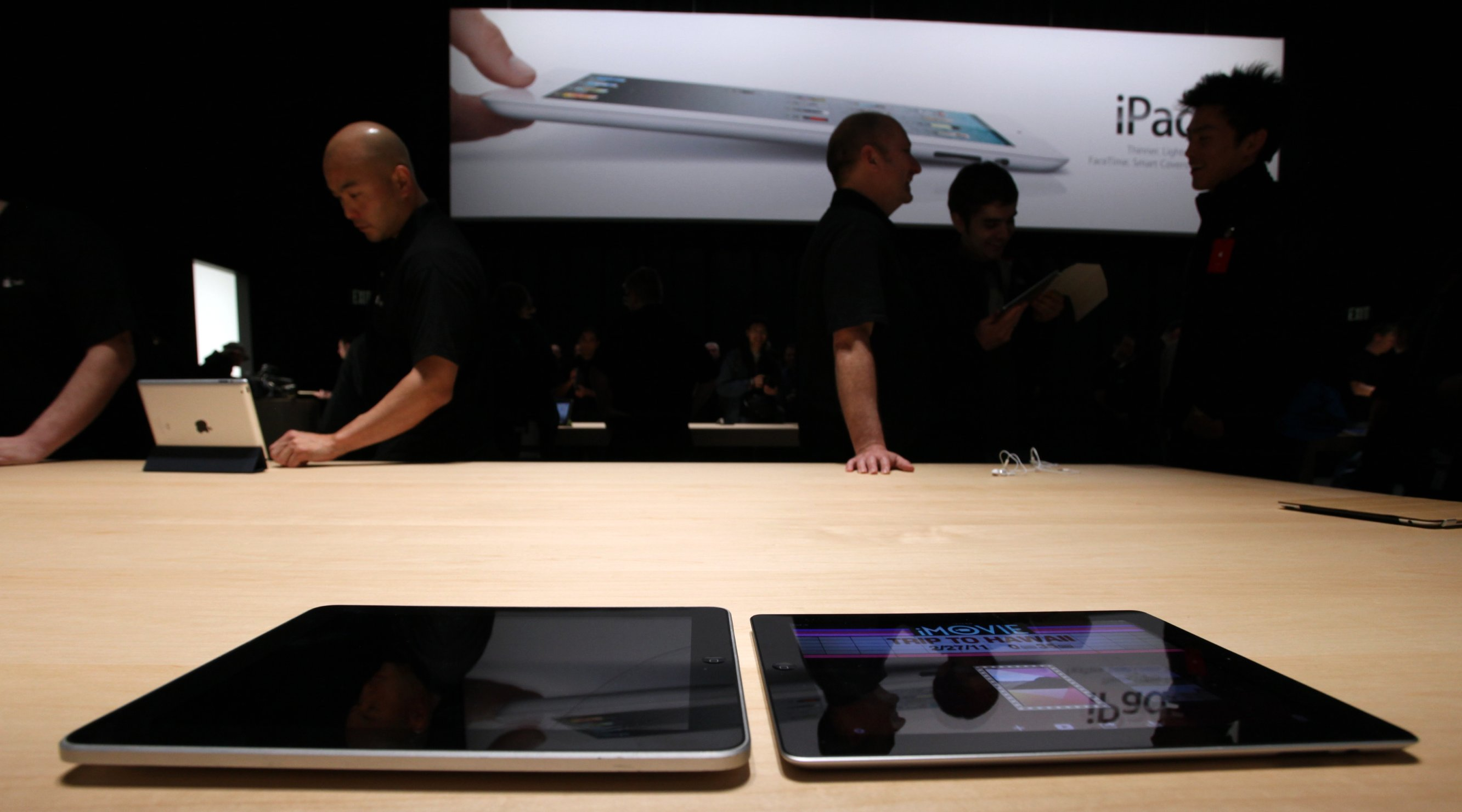
iPad (po lewej) i iPad 2
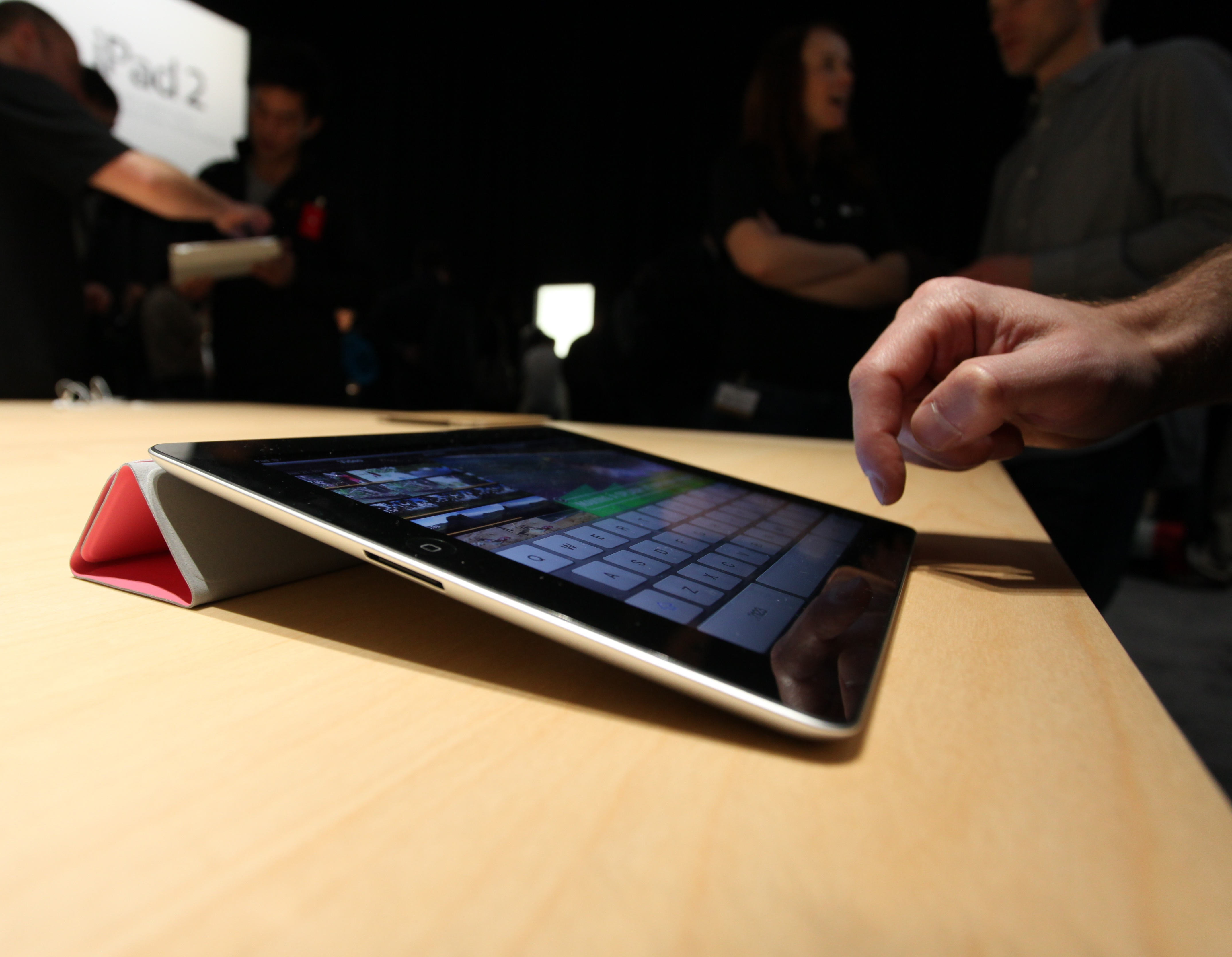
iPad 2 razem ze złożoną osłonką na ekran (Smart Cover)
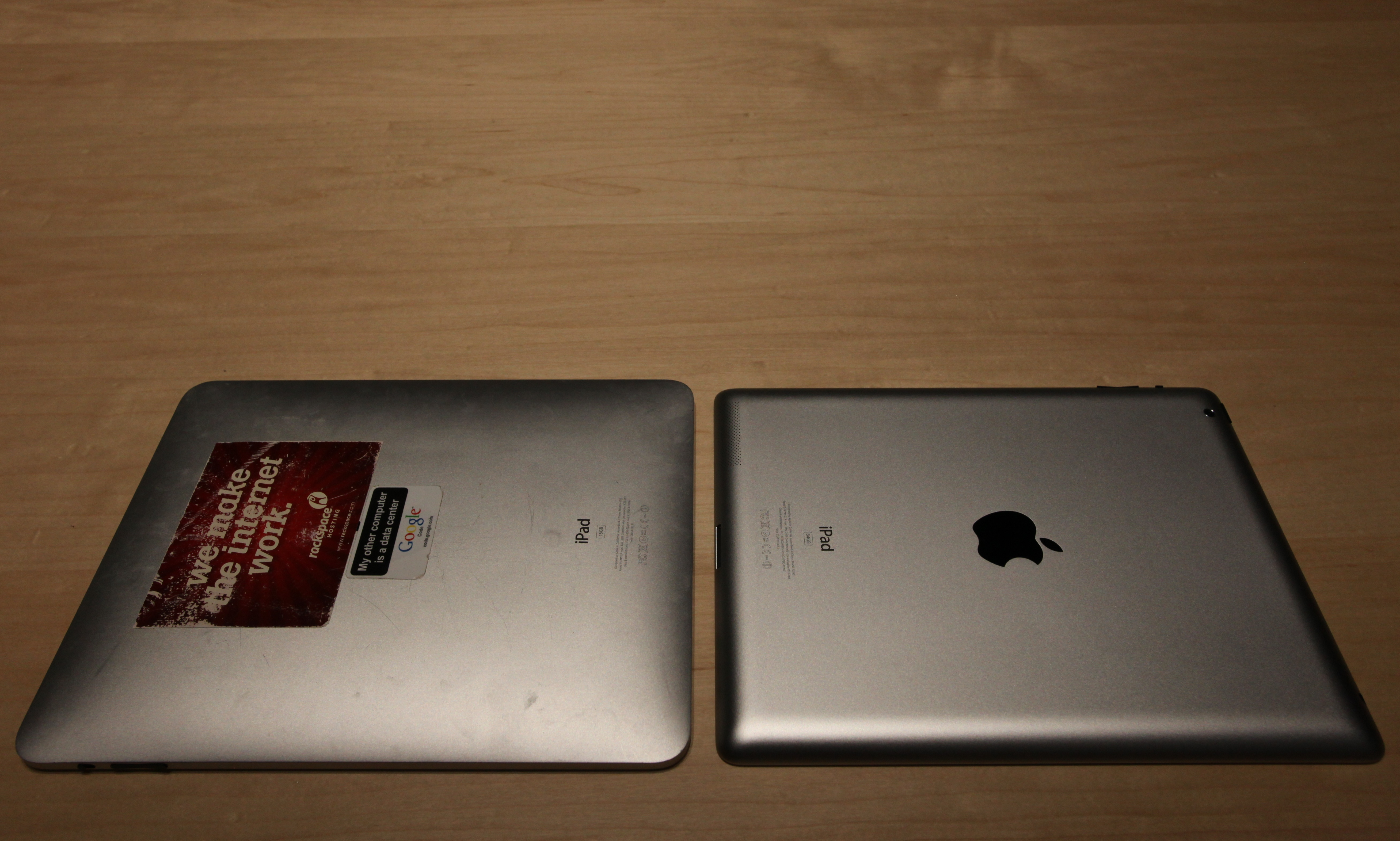
Tył tabletów: iPad (po lewej) i iPad 2
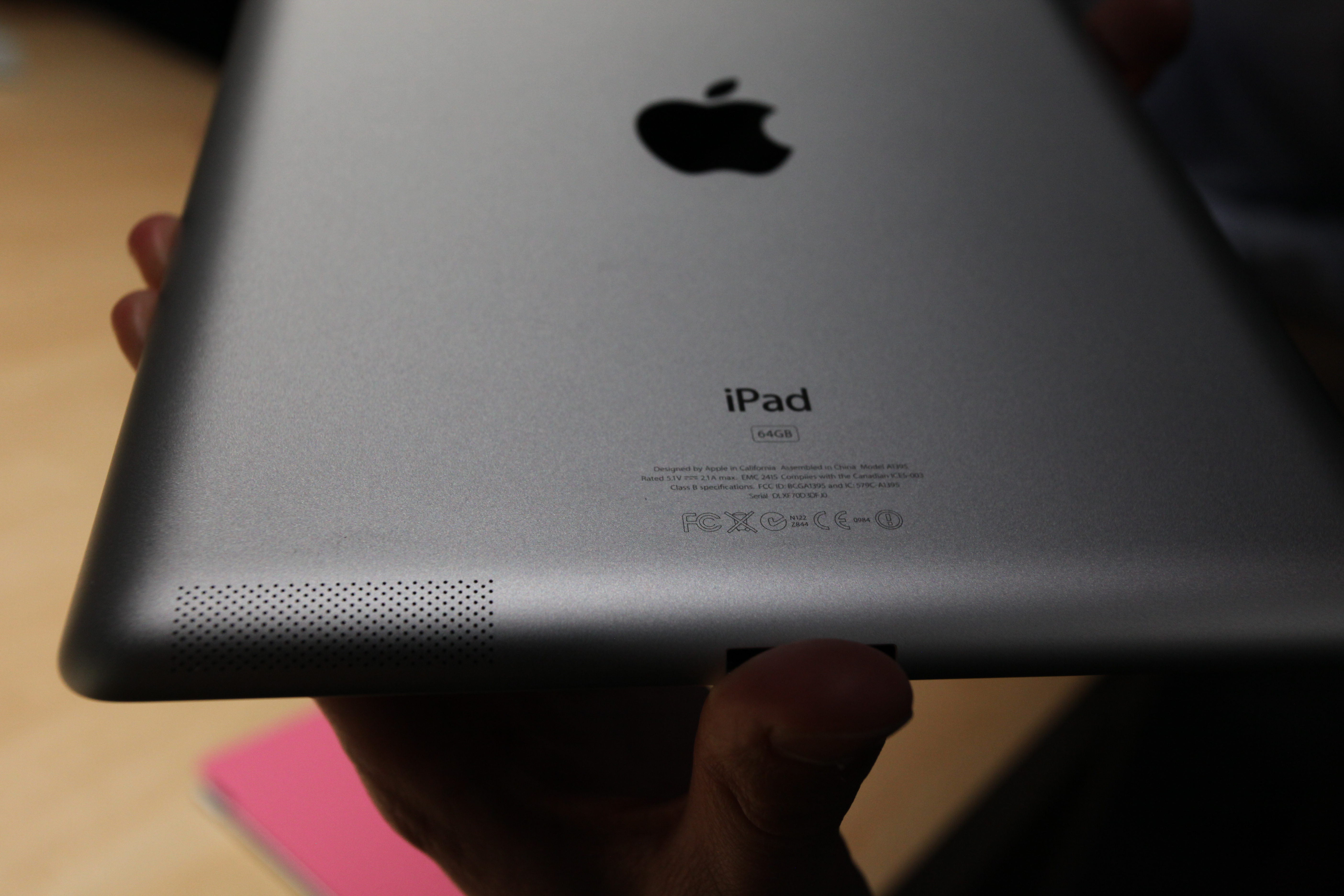
Tył iPada 2